# 카멜리아 (영화)
《카멜리아》(일본어: カメリア, 영어: Camellia)는 2010년에 제작·개봉한 일본, 대한민국, 태국의 합작으로 3편으로 구성된 옴니버스 영화이다.

## 개요
- 김동호 부산 국제영화제 집행위원장이 제작을 맡아, 제15회 부산 국제영화제 폐막작으로 첫 상영되었고, 일본에서는 동년 10월 25일 제23회 도쿄 국제영화제에서 상영되었다.
- 대한민국의 부산을 배경으로 해, 사랑을 통한 대한민국, 일본, 태국의 아시아 3개국이 참여한 옴니버스 영화이다.
- 태국의 위싯 사사나티엥, 일본의 유키사다 이사오, 한국의 장준환 감독이 참여하였다.

## 작품 설명
- "아이언 푸시(Iron Pussy)"

1970년대 부산에 스파이로 투입된 여장남자 아이언 푸시라는 태국출신의 비밀 요원(마이클 샤와나사이)이 한국의 정체불명의 남자에게 사랑에 빠지는 스토리.
- 카모메(Kamome)"

제목은 "갈매기"란 뜻의 일본어이다. 2010년 부산을 배경으로 영화 촬영 감독(설경구)과 묘령의 여인(요시타카 유리코)의 시공간을 초월한 신기루 같은 판타지멜로.
- 러브 포 세일(Love For Sale)

가까운 미래의 부산을 배경으로 한, 사랑을 파고 사는 산업화 속에서 서로의 기억을 잃어버리고 치명적인 사랑에 스며들게 되는 연인에 관한 러브스토리.

## 캐스팅
segment 1 (아이언 푸시)
- 미셸 샤오와나사이 - 태국출신의 비밀 요원
- 김민준 - 지홍

segment 2 (카모에)
- 설경구 - 용수
- 요시타카 유리코 - 묘령의 여인

segment 3 (러브 포 세일)
- 강동원 - 제이
- 송혜교 - 보라